# Стеарат олова(II)
Стеарат олова(II) — органическое соединение, соль олова и стеариновой кислоты с формулой {\displaystyle {\ce {Sn(C18H35O2)2}}}.

## Физические свойства
Стеарат олова(II) образует бесцветные (белые) кристаллы.
Не растворяется в воде.